# Сакони (Авелино)
Сакони је насеље у Италији у округу Авелино, региону Кампанија.
Према процени из 2011. у насељу је живело 39 становника. Насеље се налази на надморској висини од 458 м.